# 本田大三郎
本田 大三郎（ほんだ だいさぶろう、 1935年2月17日 - 2025年8月10日）は、日本のハンドボール・カヌーの選手。熊本県八代郡坂本村出身。日本初のオリンピックカヌー選手で、1964年東京オリンピックで正式種目として採用されたカヌー競技へ出場した。
熊本県立八代高等学校・日本体育大学体育学部体育学科・自衛隊体育学校卒業。横浜市消防訓練センター体育訓練担当教官（課長）定年退職。その後は各大学のカヌー部コーチを経て、神奈川県の三浦市にあるマホロバ・ホンダカヌースクールの代表役を務めている。
息子はレスリング選手・プロレスラーの本田多聞、サッカー選手の本田圭佑は兄の孫。

## 来歴
八代高校時代にはハンドボールをして、キャプテンを務めた。日本体育大学に進学した後には全日本にも選ばれ、国際大会にも出場した。経済的な問題があり大学を中退。その後自衛隊に入隊、自衛隊体育学校ではハンドボールの他、ラグビーなどの指導に当たっていた。1964年東京オリンピックにはハンドボール競技の開催が予定されており、本田も出場する予定であったが急遽開催が見送られ、代わりに正式種目として採用されることになったカヌー競技への出場が決まった。3年間の練習を積み重ね岩村俊一と共に出場した1,000mのカナディアンクロスの種目であったが、最初は先頭に立ったものの終盤で失速し、予選敗退に終わった。1972年ミュンヘンオリンピックには協会強化コーチとして選手団に同行した。
日本体育大学元在籍者としてカヌー競技の発展に尽力し、同大学の発展と名声獲得に寄与したことが評価され、2014年3月10日に同大学より特別卒業認定を認定された。このとき、サッカー解説者・松木安太郎も本田と同時に特別卒業認定を受けている。

## 人物
少年時代は家庭訪問が怖かった（日頃の悪事が露呈するため）ため、学校と家の間にある川の渡し舟に細工して舟を使えなくし、担任が家庭に来られないようにした。なお「橋を破壊した」という話については本人曰く「デマ」とのこと。
息子である本田多聞には生まれた時よりオリンピックでの金メダル獲得を目標とさせ、「レスリングで優勝できなければ大相撲」と脅し、おやつには山のような大量の鰯を食べさせていた。

## 本田圭佑
兄の孫である本田圭佑（サッカー日本代表）に小学生の時、どうすればプロの選手になれるかと聞かれ、「練習日誌をつけたら上手くなるスピードが倍になる」と答え、日誌の書き方を教えた。圭佑が星稜高校3年生時に全国高等学校サッカー選手権大会でベスト4となった際、そのエピソードがテレビで紹介された。
圭佑の所属する日本代表チームが南アフリカW杯で敗れた際、マスコミの取材に対し「日本はチームワークで勝負すれば大きな力を発揮すると思いました。サクラの木は全体では美しいが、その花一つ一つまでが美しくならないといけない。私の母、タキ（圭佑の曾祖母）は『人間は一生過ごして身の自慢』と教えてくれた。人生の一時の華やかさで一喜一憂してはいけないということ。圭佑は好むと好まざるとにかかわらず、このＷ杯で世間の注目を集める立場になった。サッカーをやめても、努力を怠ることのできない運命を背負った」とコメントした。